# Karl Christian Friedrich Krause
Karl Christian Friedrich Krause (Eisenberg, 6 de mayo de 1781 - Múnich, 27 de septiembre de 1832) fue un autor y filósofo alemán. Es principalmente conocido por ser el creador del panenteísmo y por haber contribuido a la formación de una línea ideológica denominada krausismo que llegó a inspirar la fundación de centros académicos y culturales, así como grupos intelectuales y políticos de gran influencia, sobre todo en España y los países de lengua española.

## Biografía
Hijo de un ministro protestante, se matriculó en la Universidad de Jena, donde asistió a clases de Fichte y Schelling, de los que se proclamó discípulo siguiendo el proyecto idealista por estos diseñado. Obtuvo el título o habilitación de "profesor autónomo" o privatdozent en la Universidad de Jena en 1802 y en ese mismo año, con una característica imprudencia, se casó con una esposa sin dote. Dos años después, la falta de alumnos le obligó a trasladarse a Rudolstadt. Pasó luego a Dresde, donde impartió además lecciones de música. En 1805 ingresó en la Masonería y escribió sobre la filosofía de esta sociedad secreta, sus dos obras, Die drei ältesten Kunsturkunden der Freimaurerbrüderschaft [`Los tres documentos más antiguos sobre las artes de la hermandad francmasona´] y Höhere Vergeistigung der echt überlieferten Grundsymbole der Freimaurerei in zwölf Logenvorträgen [`Mayor espiritualización de los símbolos tradicionales auténticos de la francmasonería en doce ponencias en la logia´]; se le expulsó de la misma por no haber respetado el debido secreto. En 1811 dio a conocer un ensayo titulado Das Urbild der Menschheit. Ein Versuch [`El Ideal de la Humanidad´], en el que expone los puntos esenciales de su doctrina y que fue traducido al español como El Ideal de la Humanidad para la vida. Allí sugiere la constitución de una república mundial que agrupe cinco federaciones regionales de Europa, Asia, África, América y Australia y se postula como precursor de los partidarios de un único gobierno mundial. En 1817 realizó un viaje por Alemania y Francia y estuvo asimismo en Italia. En 1830 sus ideas políticas le valieron un incómodo proceso ante el tribunal de Gotinga.
Vivió después en Berlín, donde Fichte intentó en vano conseguirle un puesto en su recién creada Universidad, y luego en Gotinga, donde Arthur Schopenhauer fue uno de sus alumnos. Por fin fue a Múnich, donde su amigo Franz Xaver von Baader era profesor de filosofía y teología especulativa y le había conseguido por fin una cátedra, pero murió antes de ocuparla a causa de un accidente vascular cerebral, lo que entonces se conocía como apoplejía.

## Pensamiento
Sus obras fundamentales son las Vorlesungen über das System der Philosophie [`Lecciones acerca del sistema de la filosofía´] (1828), que contienen su metafísica; y el Urbild der Menschheit [`Ideal de la Humanidad´] (1811), además de los citados escritos masónicos. Gran parte de su obra continúa inédita.
El relativamente escaso influjo de las enseñanzas de Krause se debió en parte a que fue eclipsado por Schelling y Hegel y en parte a dos defectos intrínsecos:
– El espíritu de su pensamiento es místico y de ninguna manera fácil de seguir.
– Esta dificultad se acentúa, incluso para lectores alemanes, por el uso de una terminología artificial de neologismos (muchos de ellos barbarismos germanizados) que resulta incomprensible para una cultura corriente.
La idea por la que más se le conoce es el panenteísmo, término que inventó para eludir las acusaciones de panteísmo que hacían a su pensamiento en la Universidad de Gotinga. El panenteísmo consiste en una estructura metafísica que pretende conjugar la inmanencia y la trascendencia de Dios sobre el mundo. En teoría social destaca por defender la autonomía de las distintas esferas de lo humano, como la ciencia y la educación, y fue pionero en reivindicar la igualdad de derechos entre el hombre y la mujer, los derechos de los niños, así como los derechos de la naturaleza, esto es, el ecologismo. Según este panenteísmo, Dios acaba por reabsorber los «tres términos del mundo», o sea, la naturaleza, el espíritu y la humanidad, que unifica en un todo orgánico. Su historicismo culmina asimismo en un retorno del género humano a Dios, cual meta última de todo progreso. Según él, se llega al Ser Supremo no a través del común proceso crítico e inductivo, que el filósofo denomina «analítico» y «subjetivo», sino por medio de otro superior, que llama «sintético» u «objetivo», que parte de Dios mismo y da lugar al mundo.
El filósofo dejó muchas obras inéditas, que sólo en parte han visto la luz: Proyecto de un sistema de filosofía, La idea de la humanidad (que le valió el citado proceso), Sistema de ética y Lecciones acerca de las verdades fundamentales de la ciencia.
Fundó una ciencia que llamó biótica general, que se ocupaba del estudio de la realización humana a través del arraigo natural (Grundselbwesen) en las personas morales: familia, vecindad, tribu, etc. Tales personas morales han pasado, como el hombre, por una infancia, juventud y madurez. De manera creciente, irán surgiendo personas morales que abarquen cada vez a más seres humanos, viviendo en armonía, hasta comprender a toda la humanidad. Sorprendentemente, afirmaba que no estaban exentas de la busca de paz universal, las «humanidades de otros mundos» y la conciencia religiosa.
Ejerció una gran influencia en el mundo hispanohablante, tanto en España como en Hispanoamérica, a través de la divulgación de sus doctrinas que en la primera hizo Julián Sanz del Río y la aplicación que hicieron de ellas su discípulo Francisco Giner de los Ríos, quien las utilizó en la Institución Libre de Enseñanza, o Fernando de Castro y Pajares; en la propia Alemania se hizo presente, sobre todo, por medio del pedagogo Friedrich Fröbel.
En Argentina contribuyó fundamentalmente a la formación e ideología política de la Unión Cívica Radical a través de sus fundadores Leandro N. Alem e Hipólito Yrigoyen.

## Obras
- Ensayo de fundamentación de la ética (Leipzig, 1810).
- Diario de la vida humana (Dresde, 1811).
- Ideal de la humanidad (íd., 1811).
- Compendio del sistema de la Filosofía (íd., 1825).
- Apuntes del sistema de la Lógica (íd., 1828).
- Lecciones acerca del sistema de la Filosofía (id., 1828).
- Lecciones acerca de las verdades fundamentales de la ciencia, consideradas con relación a la vida (íd., 1829).

Los trabajos de Krause sobre el Derecho son:
- Fundamento del derecho natural, o ensayo filosófico sobre el ideal del Derecho (Jena, 1803)
- Apuntes acerca del sistema de la Filosofía del derecho o derecho natural (Gotinga, 1828).

Además se le deben otros muchos escritos sobre la masonería, la música y el lenguaje, de los que merecen citarse:
- Espiritualización de los símbolos fundamentales de la Francmasonería (Frëiberg, 1810)
- Los tres más antiguos monumentos fundamentales de la Francmasonería y su historia (Dresde, 1813).
- Compendio de la historia de la Música con instrucciones preparatorias a la teoría de este arte (Gotinga, 1827).
- De la dignidad de la lengua alemana (Dresde, 1816).
- Introducción a un nuevo vocabulario completo de la lengua usual alemana (íd., íd.).

### Escritos póstumos

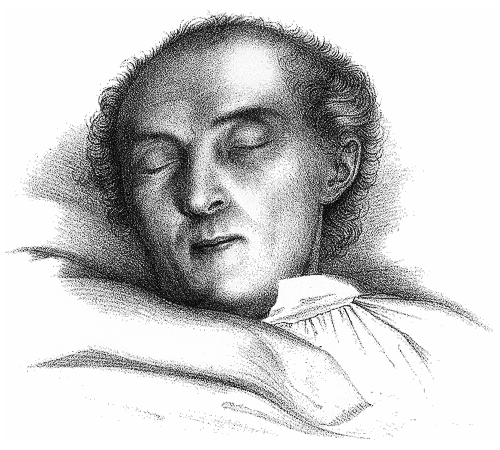
Karl Christian Friedrich Krause en su lecho de muerte.

- Lecciones de la lógica analítica y de la enciclopedia de la Filosofía (Gotinga, 1836).
- Filosofía absoluta de la religión (Gotinga, 1835-1836, 2 vol. en 8.º)
- Ensayos estéticos o de la filosofía de lo bello y de las Bellas Artes (íd., 1837, en 8.º)

### Edición moderna
- Krause, Karl Christian Friedrich: Ausgewählte Schriften. Edición de Enrique M. Ureña y Erich Fuchs. Stuttgart: Frommann-Holzboog, ISBN 978-3-7728-2340-4.
  - T. 1: Entwurf des Systemes der Philosophie. Erste Abtheilung enthaltend die allgemeine Philosophie, nebst einer Anleitung zur Naturphilosophie. Ed. de Thomas Bach y Olaf Breidbach. 2007, ISBN 978-3-7728-2341-1.
  - T. 2: Philosophisch-freimaurerische Schriften (1808-1832). Ed. e introducción de Johannes Seidel, Enrique M. Ureña y Erich Fuchs. 2008, ISBN 978-3-7728-2342-8.
  - T. 3: Vermischte Schriften. 2014, ISBN 978-3-7728-2343-5.
  - T. 5: Das Urbild der Menschheit. Ein Versuch. 2017, ISBN 978-3-7728-2345-9.

### Ediciones en español
- Sistema de la Filosofía. Primera parte, análisis, traducido por Sanz del Río (Madrid, 1860, en 4.º).
- Ideal de la humanidad para la vida, con introducción y comentarios por Sanz del Río (Madrid, 1860, en 4.º).
- Ciencia universal pura de la Razón. (Ed. y Estudio de J. M. Artola y M. F. Pérez, Madrid, C.S.I.C., 1986).
- Compendio de Estética, vertido del alemán y anotado por Francisco Giner (Sevilla, 1874). La segunda edición (en 8.º mayor) comprende además una breve "Teoría de la Música" del mismo autor (Madrid, 1883). (Ed. con Estudio Preliminar de P. Aullón de Haro, en Madrid, Verbum, 1995, 2.ª ed. ampliada 2009).
- Las habilitaciones filosóficas de Krause (Estudio de R. V. Orden Jiménez, traducción de Luis y Carlos Baciero, Madrid, U.P.C.,1996).